# Synagoge (Čekiškė)

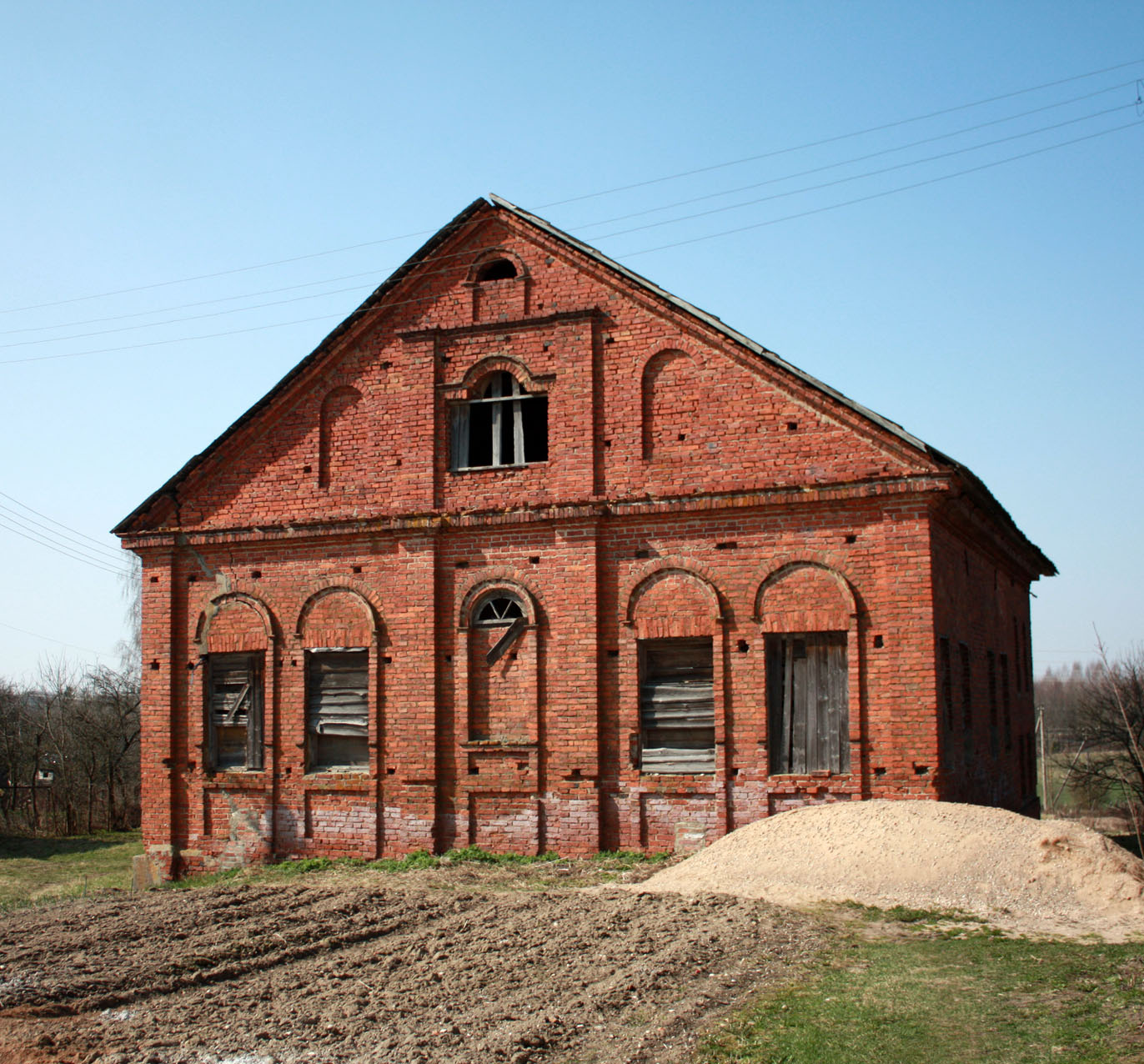
Synagoge in Čekiškė (2013)

Die Synagoge in Čekiškė, einer Stadt in der Rajongemeinde Kaunas in Litauen, wurde in den 1890er Jahren errichtet.
Die profanierte Synagoge im Stil des Historismus ist ein geschütztes Kulturdenkmal.
Nach dem Zweiten Weltkrieg wurde das Gebäude lange Zeit als Speicher der Kolchose genutzt.
Das Gebäude aus Ziegelmauerwerk steht heute leer und verfällt.